# Анастасия Кузмина
Анастасия Владимировна Шипулина-Кузмина е руска и после словашка биатлонистка.
Тя е олимпийска шампионка в спринта на 7,5 км от зимните олимпийски игри във Ванкувър през 2010 г. и от зимните олимпийски игри в Сочи през 2014 г. Медалът във Ванкувър е първият златен олимпийски медал за Словакия от зимни олимпийски игри – защитавайки титлата си в Сочи, Кузмина става първата състезателка, постигнала това. 

## Спортна кариера
Кузмина се състезава от 1999 г. Има сребърен медал от масовия старт на световното първенство в Пьончанг през 2009 г. и едно трето място за световната купа. 
Сестра е на руския биатлонист Антон Шипулин. От 2007 г. Кузмина е женена за израелския ски бегач Даниел Кузмин, с когото имат дете. До 2008 г. се състезава за Русия, а оттогава – за Словакия.
През 2005/06 участва за първи път в състезание за световната купа (в спринта в Оберхоф), където завършва 67-а. Най-доброто ѝ класиране за този сезон е 37-о място. През сезон 2006/07 участва само в три състезания поради контузия, като най-доброто ѝ класиране е 13-о място на 15 км. Преди началото на сезон 2007 – 2008 Кузмина взима словашко гражданство. 
Въпреки слабия сезон Кузмина заема 7-ото място в спринта и печели сребърен медал на световното първенство по биатлон в Пьончанг през 2009 г. в дисциплината масов старт. През сезон 2008/09 се класира още два пъти сред най-добрите десет и завършва на 30-о място в генералното класиране за Световната купа. 
През сезон 2009/10 завършва на 20-о място в генералното класиране за Световната купа. На олимпийските игри във Ванкувър печели златния медал в спринта и сребърен в преследването. 
През сезон 2010/11 печели един спринт и едно преследване за Световната купа. В генералното класиране заема девето място. На Световното първенство в Ханти-Мансийск през 2011 г. печели бронзов медал в спринта. 
През сезон 2011/12 печели едно второ място в масовия старт и завършва десета в крайното класиране. На Световното първенство в Руполдинг през 2012 г. се представя най-силно в масовия старт, в който завършва осма. 
През сезон 2012/13 печели спринтът в Антхолц-Антерселва, вторите места в масовия старт в Осло-Холменколен и спринта в Сочи и третите места в спринта и преследването в Осло-Холменколен. На световното първенство в Нове Место се представя най-силно в индивидуалния старт, в който заема четвърто място. 
В първото състезание за сезон 2013/14, индивидуален старт в Йостершунд, завършва втора. До олимпийските игри в Сочи се класира два пъти сред първите десет – седма на масовия старт в Оберхоф и осма в преследването в Антхолц-Антерселва. На олимпийските игри печели златния медал в спринта. 

## Резултати

### Олимпийски игри
| Event          | Индивидуално 15 км | Спринт 7,5 км | Преследване 10 км | Масов старт 12,5 км | Щафета 4 х 6 км | Смесена щафета 2 х 6 км + 2 х 7,5 км |
| -------------- | ------------------ | ------------- | ----------------- | ------------------- | --------------- | ------------------------------------ |
| 2010 Ванкувър  | 39-о               | Злато         | Сребро            | 8-о                 | 13-о            | не се провежда                       |
| 2014 Сочи      | 27-о               | Злато         | 6-о               | 27-о                | -               | 6-о                                  |
| 2018 Пьонгчанг | Сребро             | 13-о          | Сребро            | Злато               | 5-о             | 20-о                                 |

### Световни първенства
| Състезание          | Индивидуално 15 км                 | Спринт 7,5 км                      | Преследване 10 км                  | Масов старт 12,5 км                | Щафета 4 х 6 км                    | Смесена щафета 2 х 6 км + 2 х 7,5 км |
| ------------------- | ---------------------------------- | ---------------------------------- | ---------------------------------- | ---------------------------------- | ---------------------------------- | ------------------------------------ |
| 2009 Пьонгчанг      | 29-о                               | 7-о                                | 17-о                               | Сребро                             | 13-о                               | 10-о                                 |
| 2010 Ханти-Мансийск | Не се провеждат в олимпийски сезон | Не се провеждат в олимпийски сезон | Не се провеждат в олимпийски сезон | Не се провеждат в олимпийски сезон | Не се провеждат в олимпийски сезон | 14-о                                 |
| 2011 Ханти-Мансийск | 9-о                                | Бронз                              | 6-о                                | 10-о                               | 8-о                                | 12-о                                 |
| 2012 Руполдинг      | 10-о                               | 10-о                               | 19-о                               | 8-о                                | 8-о                                | 7-о                                  |
| 2013 Нове Место     | 4-то                               | 17-о                               | 14-о                               | 15-о                               | 8-о                                | 7-о                                  |